# Эрмезинда Бигоррская
Эрмези́нда Биго́ррская, урожденная Гербе́рга (исп. Hermesinda de Bigorre; ок. 1015 — 1 декабря 1049) — королева Арагона, первая жена Рамиро I Арагонского.

## Биография
Герберга родилась в семье графа Фуа и Бигорра Бернара Роже и его жены Гарсенды Бигоррской. Она была сестрой графа Бигорра Бернара II, Роже I де Фуа, и, возможно, Стефании (Этьеннетты), жены короля Наварры Гарсии III Санчеса.
22 августа 1036 года Герберга вышла замуж за короля Рамиро I Арагонского. После свадьбы она изменила имя на «Эрмесинда». Супруги прожили в браке тринадцать лет. За это время Рамиро I своей активностью смог расширить территорию королевства и превратить маленькое графство Арагон со столицей в Хаке в полноценное королевство, включавшее помимо Арагона графства Собрарбе и Рибагорса. Поэтому Рамиро I считается первым королём Арагона.
Эрмесинда родила супругу пятерых детей:
- Тереза (1037 — после 29 июля 1059); муж: Гильом V Бертран (ум. после 1067), маркиз Прованса
- Санчо I (ок. 1042/1043 — 4 июня 1094), король Арагона с 1063
- Гарсия (ум. 17 июля 1086), епископ Хаки с 1076
- Уррака (ум. ок. 1077/1078), монахиня
- Санча (ум. 1097); 1-й муж: Понс (ок. 991—1060), граф Тулузы; 2-й муж: ранее 1065 Эрменгол III эль де Барбастро (ок. 1031/1033 — 1065), граф Урхеля

Все дети Эрмезинды дожили до зрелости. Сама королева умерла 1 декабря 1049 года и была похоронена в монастыре Сан-Хуан-де-ла-Пенья. Рамиро I после её смерти женился вторично на Агнессе Аквитанской.